# Pacific Aerospace
Die Pacific Aerospace Ltd (PAL) ist ein Flugzeugproduzent in Hamilton, Neuseeland. Zusammen mit seinen Vorgängern wurden bisher über 600 Mehrzweck-, Ausbildungs- und landwirtschaftliche Flugzeuge produziert.

## Geschichte
Pacific Aerospace wurde durch den Zusammenschluss zweier Unternehmen, der Air Parts (NZ) Ltd. und Aero Engine Services Ltd. gebildet. Die Air Parts Ltd importierte ab Mitte der 1950er-Jahre Fletcher FD-25 als Bausätze und begann ab 1965 mit der Herstellung eine erheblich modifizierten Variante, der PAC Fletcher. Die Aero Engine Services Ltd führte Wartungsarbeiten durch und übernahm nicht nur die Produktion der Victa Airtourer, eines leichten Reiseflugzeugs, sondern entwickelte daraus in den frühen 1970er Jahren ein militärisches Schulflugzeug, die PAC CT/4 Airtrainer. Die beiden Unternehmen schlossen sich 1973 zur New Zealand Aerospace Industrie zusammen, 1982 erfolgte die Umbenennung in Pacific Aerospace Corporation.
Kurz danach gewann PAC Zulieferverträge von Boeing und Airbus. PAC setzte die noch als NZAI begonnenen Arbeiten an einem Ersatz für die Fletcher, die PAC Cresco fort und entwickelte diese als Mehrzweck- und Fallschirmspringerabsetzflugzeug. Danach wurde ein neues Mehrzweckflugzeug, die PAC P-750 XSTOL entwickelt, dieses flog erstmals im Jahr 2001. Das Unternehmen setzte auch die vor 30 Jahren begonnene Produktion der CT/4 in Kleinserie fort.
Im September 2005 wurden von einer amerikanischen Firma 12 PAC P-750 bestellt, dies führt zu einer Kontroverse über staatliche Unterstützung für Pacific Aerospace.
2006 kaufte ein Konsortium aus Luftfahrtprofis die Vermögenswerte des Unternehmens und aus Pacific Aerospace Corporation wurde Pacific Aerospace Limited.